# Faina Melniková
Faina Melniková (rusky Фаина Григорьевна Мельник) (9. června 1945 – 16. prosince 2016) byla sovětská atletka, jejíž specializací byl hod diskem.
Zvítězila v hodu diskem na olympiádě v Mnichově v roce 1972. Na LOH 1976 v Montrealu obsadila v hodu diskem 4. místo, ve vrhu koulí byla desátá; na LOH 1980 v Moskvě se neprobojovala do finále. Dvakrát se stala mistryní Evropy v této disciplíně – v letech 1971 a 1974. Celkem jedenáctkrát vytvořila světový rekord v hodu diskem (nejvíce 70,50 m) – 70 m hranici překonala jako první na světě.
Po skončení aktivní činnosti vystudovala a věnovala se zubařské praxi, ale nějaký čas se věnovala i trenérské dráze ve vrhačských disciplínách.